# Dyskografia Ramones
Ta strona zawiera pełną dyskografię zespołu Ramones.

## Albumy studyjne
| Data wydania     | Tytuł               | USA | UK | Wydawnictwo         |
| ---------------- | ------------------- | --- | -- | ------------------- |
| 23 kwietnia 1976 | Ramones             | 111 | —  | Sire Records        |
| 10 stycznia 1977 | Leave Home          | 148 | 45 | Sire Records        |
| 4 listopada 1977 | Rocket to Russia    | 49  | 60 | Sire Records        |
| 22 grudnia 1978  | Road to Ruin        | 103 | 32 | Sire Records        |
| 4 lutego 1980    | End of the Century  | 44  | 14 | Sire Records        |
| 29 lipca 1981    | Pleasant Dreams     | 58  | —  | Sire Records        |
| luty 1983        | Subterranean Jungle | 83  | —  | Sire Records        |
| październik 1984 | Too Tough to Die    | 172 | 63 | Sire Records        |
| maj 1986         | Animal Boy          | 143 | 38 | Sire Records        |
| 15 września 1987 | Halfway to Sanity   | 172 | 78 | Sire Records        |
| 18 maja 1989     | Brain Drain         | 122 | 75 | Sire Records        |
| 1 września 1992  | Mondo Bizarro       | 190 | 87 | Radioactive Records |
| grudzień 1993    | Acid Eaters         | 179 | —  | Radioactive Records |
| 18 lipca 1995    | ¡Adios Amigos!      | 148 | 62 | Radioactive Records |

## Albumy koncertowe
| Data wydania         | Tytuł                       | Data i miejsce nagrania                   | Wydawnictwo         |
| -------------------- | --------------------------- | ----------------------------------------- | ------------------- |
| kwiecień 1979        | It's Alive                  | 31 grudnia 1977, Rainbow Theatre (Londyn) | Sire Records        |
| marzec 1992          | Loco Live                   | marzec 1991, Barcelona (Hiszpania)        | Sire Records        |
| 18 czerwca 1996      | Greatest Hits Live          | 29 lutego 1996, The Academy (Nowy Jork)   | Radioactive Records |
| 18 listopada 1997    | We're Outta Here            | 6 sierpnia 1996, The Palace (Los Angeles) | Eagle Rock          |
| 15 maja 2001         | You Don't Come Close        | 13 września 1978, Brema (Niemcy)          | Dynamic Italy       |
| 15 października 2002 | Ramones Smash You: Live ’85 | 25 lutego 1985, Lyceum Theatre (Londyn)   | Sire Records        |
| 19 sierpnia 2003     | NYC 1978                    | 7 stycznia 1978, Palladium (Nowy Jork)    | King Biscuit        |

## Albumy kompilacyjne
| Data wydania         | Tytuł                                   | Wydawnictwo       |
| -------------------- | --------------------------------------- | ----------------- |
| 31 maja 1988         | Ramones Mania                           | Sire Records      |
| 31 maja 1990         | All the Stuff (And More!) Volume 1      | Sire Records      |
| 31 maja 1990         | All the Stuff (And More!) Volume 2      | Sire Records      |
| 20 lipca 1999        | Hey Ho! Let's Go: The Anthology         | Sire Records      |
| 18 kwietnia 2000     | Ramones Mania Vol. 2                    | EMI Japan         |
| 23 sierpnia 2001     | Masters of Rock: Ramones                | EMI               |
| 28 maja 2002         | Best of the Chrysalis Years             | EMI               |
| 29 sierpnia 2002     | The Chrysalis Years                     | EMI               |
| 15 października 2002 | Loud, Fast Ramones: Their Toughest Hits | Sire Records      |
| 25 maja 2004         | The Best of The Ramones                 | Disky             |
| 16 sierpnia 2005     | Weird Tales of the Ramones              | Rhino Records/WEA |
| 5 czerwca 2006       | Greatest Hits                           | Rhino Records/WEA |

## Single
| Rok wydania | Tytuł                                  | Z albumu            | U.S. Billboard | U.S. Modern Rock | U.K. Singles | Wydawnictwo       |
| ----------- | -------------------------------------- | ------------------- | -------------- | ---------------- | ------------ | ----------------- |
| 1976        | „Blitzkrieg Bop”                       | Ramones             | —              | —                | —            | Sire Records      |
| 1976        | „I Wanna Be Your Boyfriend”            | Ramones             | —              | —                | —            | Sire Records      |
| 1977        | „I Remember You”                       | Leave Home          | —              | —                | —            | Sire Records      |
| 1977        | „Sheena Is a Punk Rocker”              | Rocket to Russia    | 81             | —                | 22           | Sire Records      |
| 1977        | „Swallow My Pride”                     | Leave Home          | —              | —                | 36           | Sire Records      |
| 1977        | „Rockaway Beach”                       | Rocket to Russia    | 66             | —                | —            | Sire Records      |
| 1978        | „Do You Wanna Dance?”                  | Rocket to Russia    | 86             | —                | —            | Sire Records      |
| 1978        | „Don't Come Close”                     | Road to Ruin        | —              | —                | 39           | Sire Records      |
| 1978        | „Needles and Pins”                     | Road to Ruin        | —              | —                | —            | Sire Records      |
| 1979        | „She's the One”                        | Road to Ruin        | —              | —                | —            | Sire Records      |
| 1979        | „Rock ’n’ Roll High School”            | —                   | —              | —                | 67           | Sire Records      |
| 1979        | „I Wanna Be Sedated”                   | Road to Ruin        | —              | —                | 67           | Sire Records      |
| 1980        | „Baby, I Love You”                     | End of the Century  | —              | —                | 8            | Sire Records      |
| 1980        | „Do You Remember Rock ’n’ Roll Radio?” | End of the Century  | —              | —                | 54           | Sire Records      |
| 1981        | „We Want the Airwaves”                 | Pleasant Dreams     | —              | —                | —            | Sire Records      |
| 1981        | „She's a Sensation”                    | Pleasant Dreams     | —              | —                | —            | Sire Records      |
| 1983        | „Psycho Therapy”                       | Subterranean Jungle | —              | —                | —            | Sire Records      |
| 1983        | „Time Has Come Today”                  | Subterranean Jungle | —              | —                | —            | Sire Records      |
| 1984        | „Howling at the Moon (Sha-La-La)”      | Too Tough to Die    | —              | —                | 85           | Sire Records      |
| 1985        | „Chasing the Night”                    | Too Tough to Die    | —              | —                | 85           | Sire Records      |
| 1985        | „Bonzo Goes to Bitburg”                | Animal Boy          | —              | —                | 81           | Beggars Banquet   |
| 1986        | „Something to Believe In”              | Animal Boy          | —              | —                | 69           | Beggars Banquet   |
| 1987        | „A Real Cool Time”                     | Halfway to Sanity   | —              | —                | 85           | Beggars Banquet   |
| 1987        | „I Wanna Live”                         | Halfway to Sanity   | —              | —                | —            | Beggars Banquet   |
| 1989        | „Pet Sematary”                         | Brain Drain         | —              | 4                | —            | Chrysalis Records |
| 1989        | „I Believe in Miracles”                | Brain Drain         | —              | —                | —            | Chrysalis Records |
| 1992        | „Poison Heart”                         | Mondo Bizarro       | 98             | 6                | 69           | Chrysalis Records |